# Bačka (okres Trebišov)
Bačka (maďarsky Bacska) je obec na Slovensku v okrese Trebišov. V obce je základní škola s vyučovacím jazykem maďarským. Na území obce je chráněné ptačí území Medzibodrožie.

## Symboly obce
Podle heraldického rejstříku má obec následující symboly, které byly přijaty v roce 2009. Na znaku je tradiční zemědělský motiv podle otisku pečetidla z roku 1787.

### Znak
V zeleném štítě na černé, zlatými hroudami poseté trávě velká stříbrná pravošikmá převrácená radlice.

### Vlajka
Vlajka má podobu tří podélných pruhů bílého, zeleného a žlutého v poměru 3:2:3 Vlajka má poměr stran 2:3 a ukončena je třemi cípy, tj. dvěma zástřihy, sahajícími do třetiny jejího listu.